# Robert Blake (psycholog)
Robert R. Blake (ur. 21 stycznia 1918 w Brookline, zm. 20 czerwca 2004 w Austin) – amerykański teoretyk zarządzania.

## Życiorys
Z wykształcenia był psychologiem – w 1941 otrzymał tytuł magistra psychologii na Uniwersytecie Wirginii. W 1947 obronił doktorat z psychologii na Uniwersytecie Teksasu, gdzie pracował do 1964. Wykładał także m.in. na Uniwersytecie Harvarda, Uniwersytecie Oksfordzkim i Uniwersytecie Cambridge.
Razem z Jane Mouton przedstawił w 1964 roku koncepcję siatki stylów kierowania, która opisywała je w zależności od stopnia nastawienia menedżerów na ludzi i zadania.